# 木田村 (福井県)
木田村（きだむら）は福井県足羽郡にあった村。現在の福井市中心部の南方、足羽川左岸にあたる。

## 地理
- 山岳 ： 八幡山
- 河川 ： 足羽川

## 歴史
- 1889年（明治22年）4月1日 - 町村制の施行により、山奥村、花堂村、木田地方、板垣村及び下馬村の区域をもって、木田村が発足する。
- 1936年（昭和11年）10月1日 - 福井市に編入する。

## 交通

### 鉄道路線
- 福武電気鉄道（現・福井鉄道）
  - 福武線
    - 花堂駅 - 福井新駅（現・赤十字前駅） - 木田四ツ辻駅（現・商工会議所前駅） - 毛矢町駅（現・足羽山公園口駅）

現在は旧村域にベル前駅が所在するが、当時は未開業。また、村域を鉄道省の北陸本線が通過したが、駅は所在しなかった。越美北線および越前花堂駅は未開業。

### 道路
- 北陸道（後の国道8号）